# Bellflower (film)
Pour les articles homonymes, voir Bellflower.
Pour plus de détails, voir Fiche technique et Distribution.
Bellflower est un film dramatique américain produit, écrit, réalisé, monté et interprété par Evan Glodell (en) et sorti le 5 août 2011. Le film rencontre un certain succès critique malgré son budget modeste de 17 000$. Le film profite d'une lumière et d'un montage oniriques pour aborder métaphoriquement des thèmes tels que l'amour, le deuil et la vengeance.

## Synopsis
L'entrée dans l'âge adulte de deux amis, Woodrow (Glodell) et Aiden (Dawson), qui attendent la fin du monde en construisant des engins à la Mad Max. L'arrivée dans leurs vies de Milly (Wiseman) va déclencher des effets bien plus dévastateurs que leurs fantasmes apocalyptiques...

## Fiche technique
- Titre original : Bellflower
- Réalisation : Evan Glodell (en)
- Scénario : Evan Glodell (en)
- Décors : Team Coatwolf
- Photographie : Joel Hodge
- Montage : Evan Glodell (en), Vincent Grashaw, Joel Hodge et Jonathan Keevil
- Musique : Jonathan Keevil et Kevin MacLeod
- Production : Evan Glodell (en) et Vincent Grashaw
- Société(s) de production : Coatwolf Productions
- Société(s) de distribution :  Oscilloscope Pictures
- Budget : 17 000 $
- Pays de production :  États-Unis
- Langue originale : anglais
- Format : Couleurs - 35mm - 2.35:1 -  Son Dolby numérique
- Genre cinématographique : Drame
- Durée : 105 minutes
- Dates de sortie : 
  - États-Unis : 21 janvier 2011 (festival de Sundance) ; 5 août 2011 (sortie limitée)
  - France : 12 septembre 2011 (festival du film fantastique de Strasbourg) ; 21 mars 2012 (sortie nationale)

## Distribution
- Evan Glodell (en) : Woodrow
- Jessie Wiseman : Milly
- Tyler Dawson : Aiden
- Rebekah Brandes : Courtney
- Vincent Grashaw : Mike
- Zack Kraus : Elliot
- Keghan Hurst : Sarah
- Alexandra Boylan : Caitlin

## Accueil

### Réception critique
Bellflower reçoit en majorité des critiques positives. L'agrégateur Rotten Tomatoes rapporte que 73 % des 74 critiques ont donné un avis positif sur le film, avec une bonne moyenne de 6,8/10 . La critique qui fait le plus consensus est : « Cette vision brûlante et stylée de la fin du monde agrège des genres différents et révèle le scénariste/réalisateur/acteur Evan Glodell comme un talent à suivre. » . L'agrégateur Metacritic donne une note de 72 sur 100 indiquant des « critiques positives » .

### Box-office
Produit pour environ 17 000 $, le film en rapporte 168 226 $ en fin d'exploitation en salles .
| Pays ou région     | Box-office | Date d'arrêt du box-office | Nombre de semaines |
| ------------------ | ---------- | -------------------------- | ------------------ |
| États-Unis/ Canada | 168 226 $  | 10 novembre 2011           | 14                 |

### Distinctions

#### Récompenses
- Festival international du film de Catalogne 2011 : Meilleur film, section « Òrbita »
- Fantasporto 2012 : Prix spécial du jury

#### Nominations
- Gotham Awards 2011 : meilleur nouveau réalisateur
- Independent Spirit Awards 2012 : John Cassavetes Award et meilleure photographie
- Chlotrudis Awards 2012 : meilleure photographie